# 부다페스트 지하철 1호선

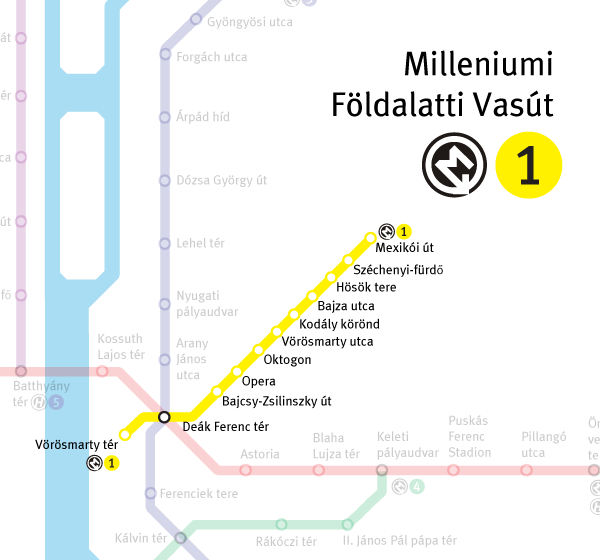
노선도

부다페스트 지하철 1호선(헝가리어: M1-es metróvonal)은 부다페스트 지하철에서 가장 오래된 노선이다. 다른 노선인 M2,M3,M4는 "메트로(metró)"라고 불리는 반면, M1은 '지하'를 뜻하는 "푈덜라티(földalatti)"로 불리고 있다. 통칭 밀레니엄 지하철(헝가리어: Millenniumi Földalatti Vasút)이라고도 불린다. 터키 이스탄불의 튀넬에 이어 세계에서 3번째로 오래된 지하철이자, 세계에서 두번째로 전철화된 지하철(첫번째는 런던 지하철, 특히 시티 & 사우스 런던 철도), 그리고 유럽 본토에 지어진 최초의 지하철이다. 1894년에서 1896년에 걸쳐 건설되었다. 2002년에는 유네스코 세계 문화 유산으로 지정되었다.
지하철 1호선은 언드라시 거리(Andrássy út) 아래에서 페슈트 인근의 벨라로슈(Belváros)에서 북동쪽으로 건너 버로슬리게트(Városliget, 또는 부다페스트 도시 공원)까지 운행한다. 지하철 3호선과 함께 부더를 전혀 지나지 않는 노선이다.

## 역사
부다페스트에서 운영되는 지하철 노선 중 가장 오래된 M1은 1896년 이래로 계속 운영되고 있다.
첫 번째 지하철 노선의 원래 목적은 언드라시 거리를 따라 부다페스트 도시 공원(Városliget)으로의 이동을 용이하게 하는 것이었다. 헝가리 국민의회는 1870년에 지하철 계획을 수락했고, 독일의 지멘스 & 할스케 AG는 1894년에 시공을 위임 받았다. 완성을 위해 2년 미만의 최신 기계와 2,000명의 직원이 필요했다. 이 구간은 완전하게 표면에서 건설되었다.(개착식 공법 포함). 기한까지 완료되고, 1896년 5월 2일에 프란츠 요제프 1세 황제에 의해 천년의 해(마자르족이 도착한지 천년기)에 개통식을 가졌다. 초창기 전동차 중 하나는 미국 메인주 케네벙크포트에 있는 시쇼어 트롤리 박물관(Seashore Trolley Museum)에서 보존되고 있다.
이 노선은 뵈뢰슈머르치 광장(Vörösmarty tér, 중심)에서 버로슬리게트까지 언드라시 거리 아래에서 북동 - 남서 방향으로 운행했다. 원래 종착역은 동물원이었다.(1973년에 멕시코 거리로 연장) 노선에는 11개의 역이 있으며, 이중 9곳은 지하에 있고 2곳(알러트케르(Állatkert) 및 어르테지 온천(Artézi fürdő))은 지상에 있었다. 당시 노선의 길이는 3.7 km였고, 열차는 2분마다 운행했다. 그리고 하루에 3만 5천명을 수송할 수 있었다 (현재는 하루에 103,000명이 이용).
- 1896년: 기젤러 광장(Gizella tér)(현재의 뵈뢰슈머르치 광장) - 어르테지 온천(Artézi fürdő)(현재의 세체니 온천) 구간 개통
- 1973년: 세체니 온천(Széchenyi fürdő) - 멕시코 거리(Mexikói út) 구간 개통

## 역 목록
| (뵈뢰슈머르치 광장 ◄► 멕시코 거리) |                                           |                    |                                        |                                                                      |
| 기점 소요시간 (분)                 | 역명                                      | 종점 소요시간 (분) | 연결 노선                              | 인근 역세권                                                          |
| 0                                  | 뵈뢰슈머르치 광장 Vörösmarty tér          | 11                 | 2 15, 115                              | 비거도, 카페 제르보, 재무성                                          |
| 1                                  | 데아크 페렌츠 광장 Deák Ferenc tér        | 10                 | 47, 48, 49 9, 15, 16, 105, 115, 178    | 타운 홀, 지하철 박물관(Földalatti Vasút Múzeum)                      |
| 2                                  | 버이취 쥘린스키 거리 Bajcsy–Zsilinszky út | 9                  | 9, 105, 178                            | 성 이슈트반 대성당                                                   |
| 3                                  | 오페라 Opera                              | 8                  | 70, 78 105, 178                        | 헝가리 국립 오페라 하우스                                            |
| 4                                  | 오크토곤 Oktogon                          | 7                  | 4, 6 105, 178                          | 극장(Operette, Mikroszkóp, Miklós Radnóti 등)                        |
| 5                                  | 뵈뢰스머르치 거리 Vörösmarty utca         | 6                  | 73, 76 105, 178                        | 공포의 관                                                            |
| 6                                  | 코다이 쾨뢴드 Kodály körönd               | 5                  | 105, 178                               |                                                                      |
| 7                                  | 버이저 거리 Bajza utca                    | 4                  | 105, 178                               |                                                                      |
| 8                                  | 회쇠크 광장 Hősök tere                    | 3                  | 72, 75, 79 20E, 30, 30A, 105, 178, 230 | 부다페스트 미술관, 뮈처르노크, 버로슬리게트 (공립 공원), 회쇠크 광장 |
| 9                                  | 세체니 온천 Széchenyi fürdő               | 2                  | 72                                     | 세체니 온천, 부다페스트 동물원 & 식물원                              |
| 11                                 | 멕시코 거리 Mexikói út                    | 0                  | 1, 3, 69 74, 74A 25, 32, 225           |                                                                      |

## 사진첩

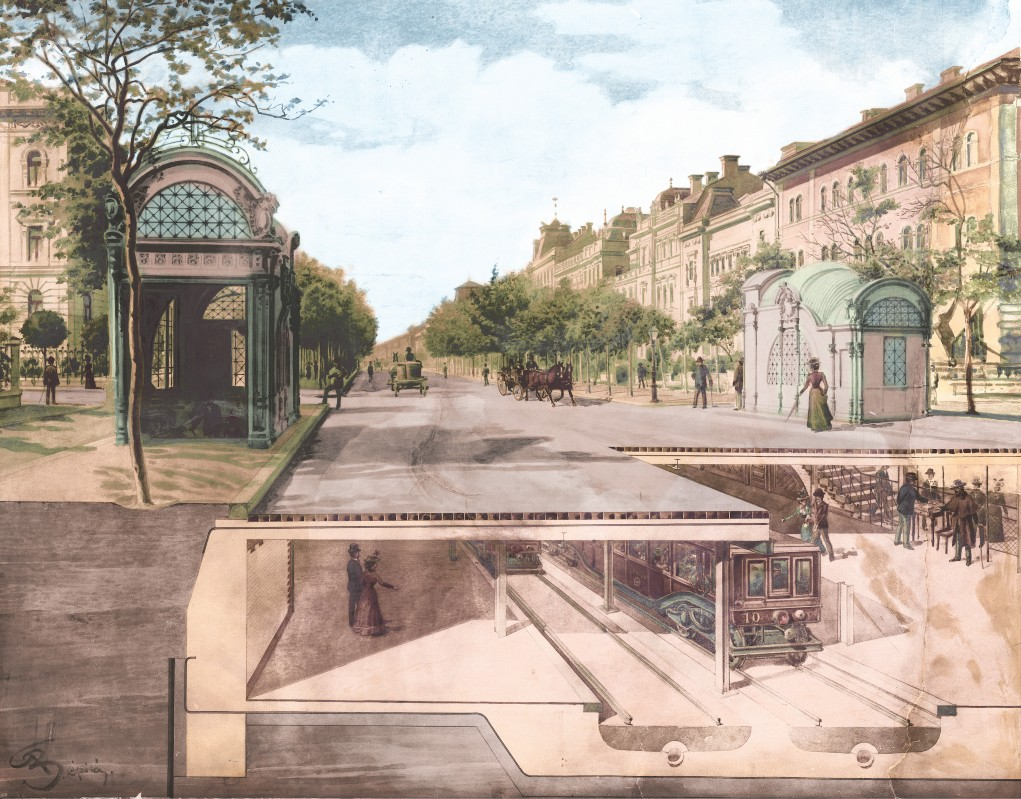
언드라시 거리의 밀레니엄 지하철 (1896)
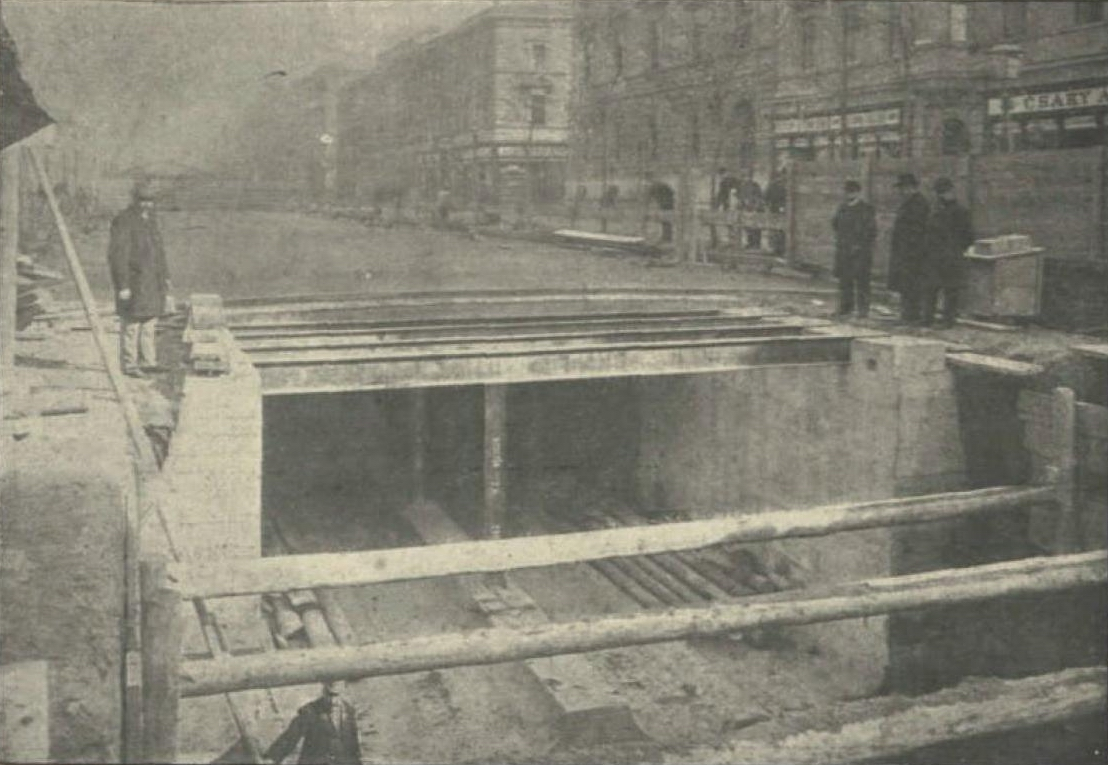
개착식 공사가 완료된 모습
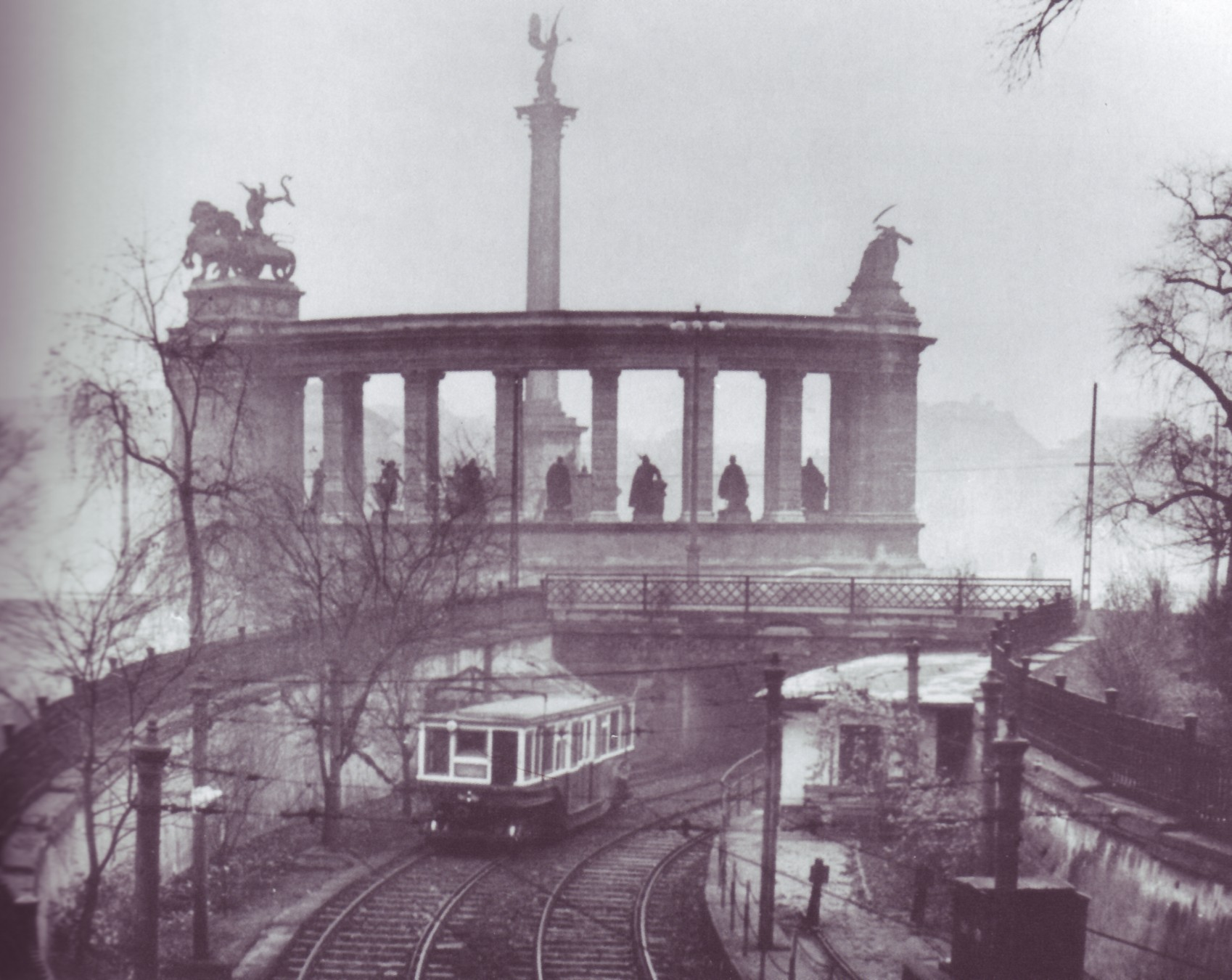
회쇠크 광장 인근의 열차(1973년 이전)
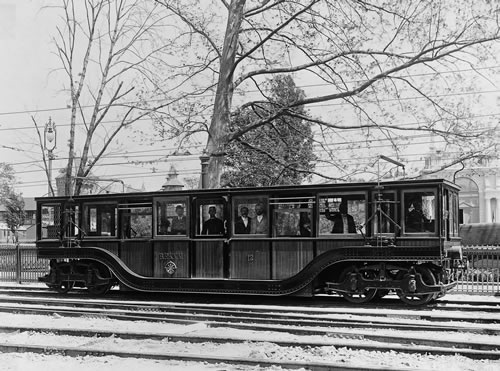
초창기의 전동차
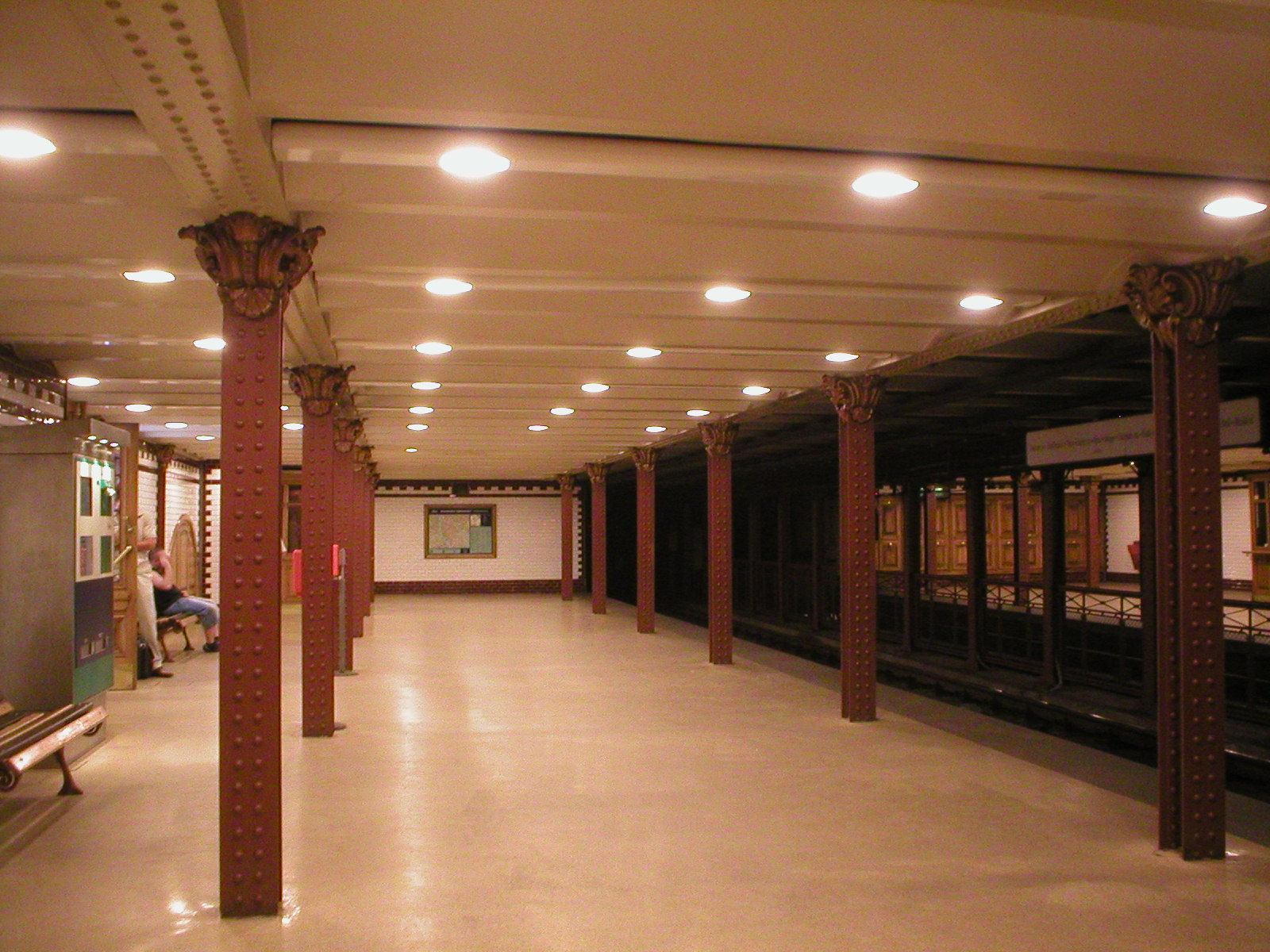
오페라 역
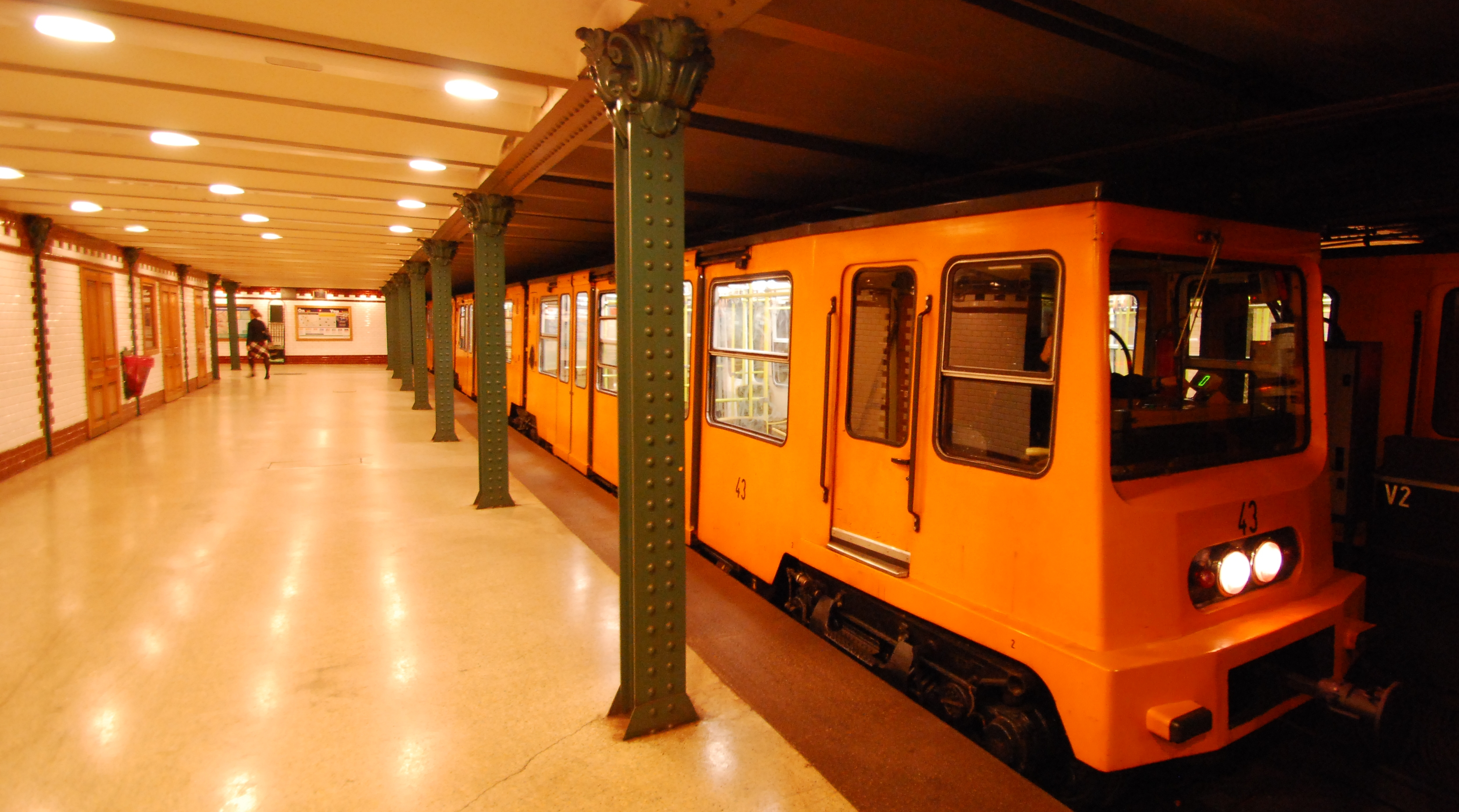
뵈뢰슈머르치 광장 역의 열차
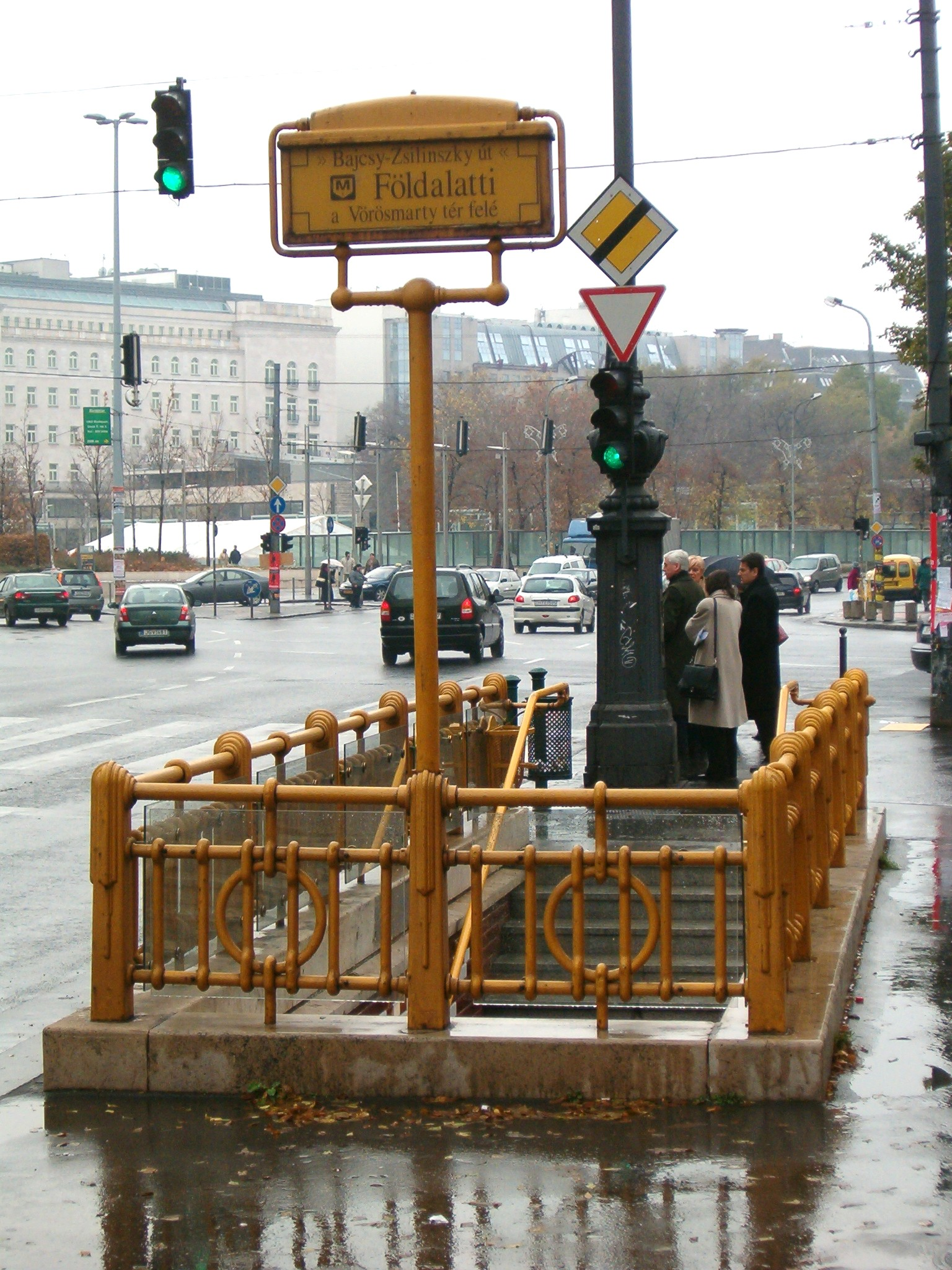
버이취 쥘린스키 거리 역 출입구
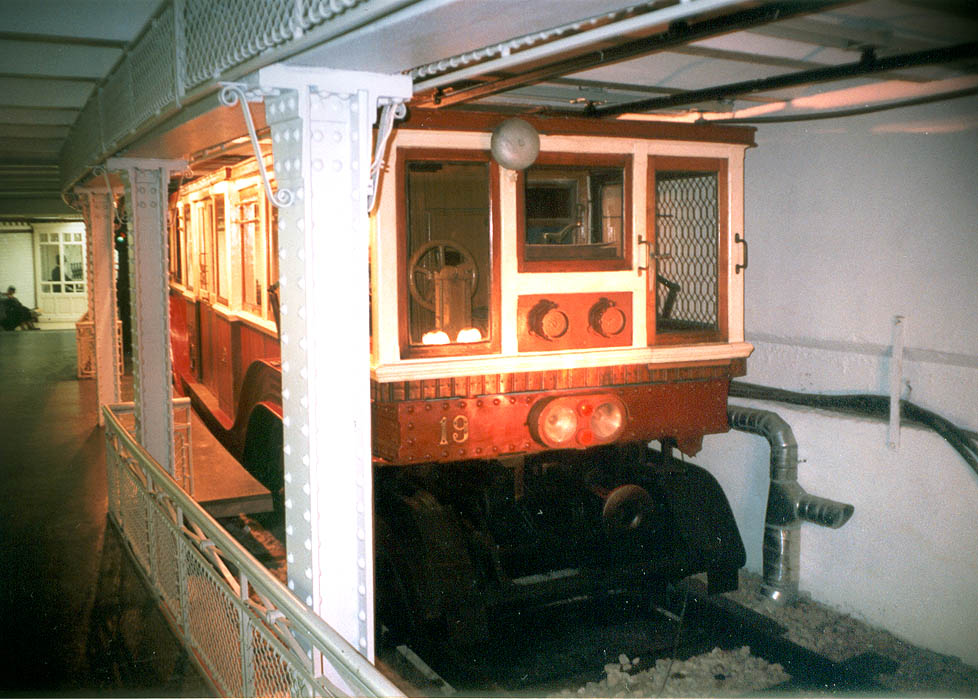
박물관에 보관된 옛 차량
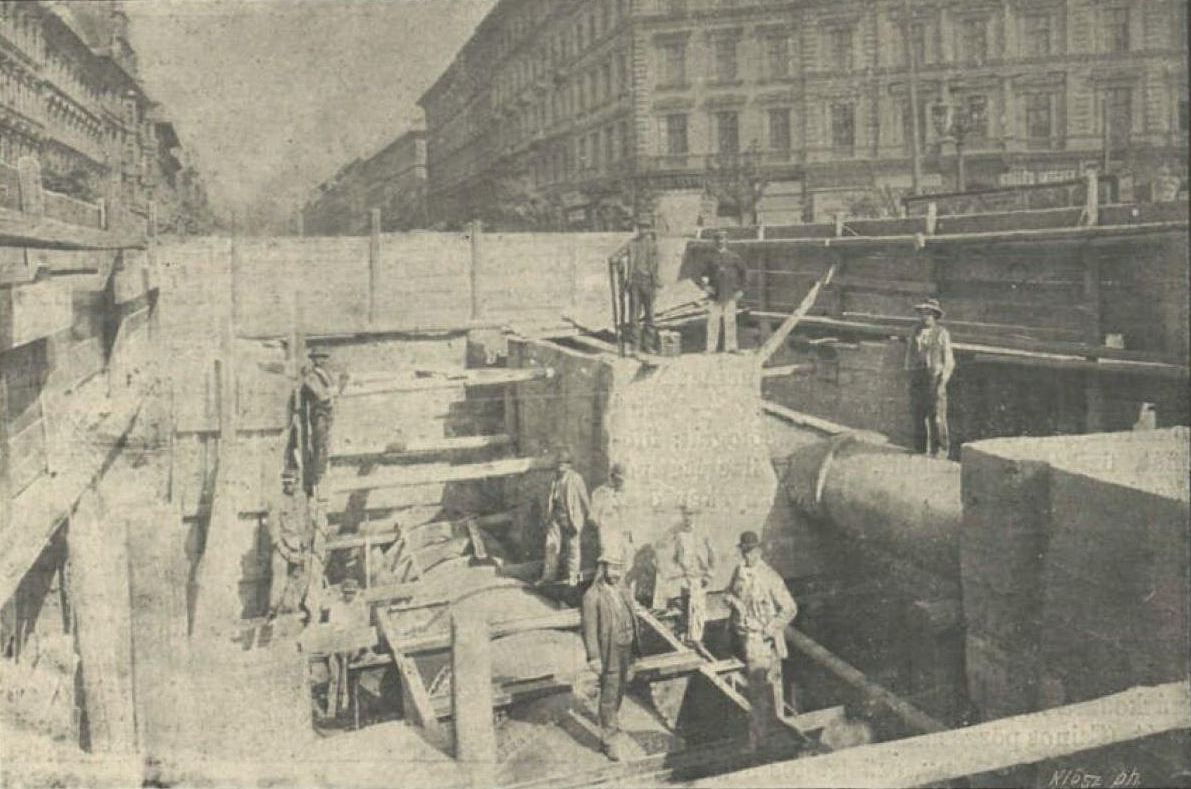
오크토곤에서 노선 공사중인 모습

## 같이 보기
- 트리먼트 스트리트 지하철 : 보스턴 최초이자 미국 최초의 지하철 터널로, 부다페스트 지하철 1호선 이후 처음으로 지어진 지하철 터널이다. 현재 그린 라인 노선으로 사용되고 있다.